# ایسکارا لارنس
ایسکرا لارنس (به انگلیسی: Iskra Lawrence) (زاده ۱۱ سپتامبر ۱۹۹۰) مدل انگلیسی است.